# Sonata para violín n.º 17 (Mozart)
La Sonata para violín y piano n.º 17 en do mayor, K. 296, fue compuesta por Wolfgang Amadeus Mozart el 11 de marzo de 1778 en Mannheim (Alemania), y fue publicada por primera vez en 1781 como parte del Opus 2 de Mozart. Esta es la primera de sus sonatas maduras —es decir, aquellas que no escribió en su infancia— las cuales fueron compuestas entre 1778 y 1788. La obra fue dedicada a Josepha Barbara Auernhammer.

## Estructura
Consta de tres movimientos:
1. Allegro vivace
2. Andante sostenuto
3. Allegro